# Гімни республік СРСР
| Республіка               | Республіка      | Назва                                          | Затвердження    | Слова                   | Мелодія          | Музичний приклад |
| ------------------------ | --------------- | ---------------------------------------------- | --------------- | ----------------------- | ---------------- | ---------------- |
|                          | Радянський Союз | Інтернаціонал (гімн) рос. Интернационал (гимн) | 1922—1944       | Аркадій Коц, Ежен Потьє | Pierre De Geyter |                  |
| Гімн СРСР рос. Гимн СССР | Радянський Союз | 1944—1990                                      | Сергій Михалков | Олександр Александров   |                  |                  |

## На 1991
| Республіка | Республіка          | Назва | Затвердження                                     | Слова                                                | Мелодія                                                         | Музичний приклад |
| ---------- | ------------------- | --- | ------------------------------------------------ | ---------------------------------------------------- | --------------------------------------------------------------- | ---------------- |
| 1          | Азербайджанська РСР | Державний Гімн Азербайджанської Радянської Соціалістичної Республіки азерб. Azərbaycan Sovet Sosialist Respublikasının Dövlət Himni    | 1944—1992 1978 (редагування)                     | Вургун Самед, Сулейман Рустам, Хусейн Аріф           | Узеїр Гаджибеков                                                |                  |
| 2          | Білоруська РСР      | Державний Гімн Білоруської Радянської Соціалістичної Республіки біл. Дзяржаўны гімн Беларускай Савецкай Сацыялістычнай Рэспублік       | 1952—1991 1956 (редагування)                     | Михайло Клімковіч, 1955                              | —                                                               |                  |
| 3          | Вірменська РСР      | Державний Гімн Вірменської Радянської Соціалістичної Республіки вірм. Հայկական Խորհրդային Սոցիալիստական Հանրապետության Պետական Օրհներգ | 1944—1 липня 1991                                | Арменак Саркісян                                     | Арам Хачатурян                                                  | —                |
| 4          | Грузинська РСР      | Державний Гімн Грузинської Радянської Соціалістичної Республіки груз. საქართველოს საბჭოთა სოციალისტური რესპუბლიკის სახელმწიფო ჰიმნი    | 1944—1991                                        | Григол Абашидзе, Олександр Абашелі                   | Отар Тактакішвілі                                               |                  |
| 5          | Естонська РСР       | Державний Гімн Естонської Радянської Соціалістичної Республіки ест. Eesti Nõukogude Sotsialistliku Vabariigi hümn                      | 20 липня 1945—1991 21 липня 1956 (редагування)   | Йоганнес Семпер                                      | Густав Ернесакс                                                 |                  |
| 6          | Казахська РСР       | Державний Гімн Казахської Радянської Соціалістичної Республіки каз. Қазақ Кеңес Социалистік Республикасының Мемлекеттік Әнұраны        | 1943—1992                                        | Абдільда Тажибаєв                                    | Мукан Тулебаєв, Євген Брусилівський, Латіф Хаміді               | —                |
| 7          | Киргизька РСР       | Державний Гімн Киргизької Радянської Соціалістичної Республіки кирг. Кыргыз Советтик Социалисттик Республикасынын Мамлекеттик Гимни    | 1936—1991                                        | К. Маліков, Т. Сидикбеков, М. Токобаєв, А. Токомбаєв | Володимир Власов, Абдилас Малдибаєв, Володимир Георгійович Фере | —                |
| 8          | Латвійська РСР      | Державний Гімн Латвійської Радянської Соціалістичної Республіки латис. Latvijas Padomju Sociālistiskā Republika himna                  | 5 серпня 1945—1990 1977 (редагування)            | Фріціс Рокпелніс, Юлій Ванаг                         | Анатолій Лепін                                                  | —                |
| 9          | Литовська РСР       | Державний Гімн Литовської Радянської Соціалістичної Республіки лит. Lietuvos Tarybų Socialistinės Respublikos himnas                   | 1950—1988 1977 (редагування)                     | Антанас Венцлова, Вацис Реймеріс                     | Баліс Дваріонас, Йонас Швядас                                   | —                |
| 10         | Молдавська РСР      | Державний Гімн Молдавської Радянської Соціалістичної Республіки рум. Imnul de stat al Republica Sovietică Socialistă Moldovenești      | 1945—1991                                        | Єміліан Буков, Богдан Істру                          | Степан Няга, Едуард Лазарєв                                     | ·                |
| 11         | Російської РФСР     | Інтернаціонал (гімн) рос. Интернационал (гимн)                                                                                         | 1922—1944                                        | Аркадій Коц, Ежен Потьє                              | Pierre De Geyter                                                |                  |
| 11         | Російської РФСР     | Гімн СРСР рос. Гимн СССР | 1944—1990                                        | Сергій Михалков                                      | Олександр Александров                                           |                  |
| 11         | Російської РФСР     | Патріотична пісня рос. Патриотическая песня                                                                                            | 1990—1991                                        | Михайло Глинка                                       | Viktor Radugin                                                  |                  |
| 12         | Таджицька РСР       | Державний Гімн Таджицької Радянської Соціалістичної Республіки тадж. Гимни Республикаи Советии Сотсиалистии Тоҷикистон                 | 1946—1994                                        | Лахуті Абулкасим                                     | Сулейман Юдаков                                                 | —                |
| 13         | Туркменська РСР     | Державний Гімн Туркменської Радянської Соціалістичної Республіки туркм. Türkmenistan Sowet Socialistik Respublikasy Döwlet Gimni       | 1946—1997                                        | Аман Кекілов                                         | Вели Мухатов                                                    | —                |
| 14         | Узбецька РСР        | Державний Гімн Узбецької Радянської Соціалістичної Республіки узб. Oʻzbekiston Sovet Sotsialistik Respublikasi davlat madhiyasi        | 1947—10 грудня 1992                              | Тураб Тула, Тимур Фаттах, 1947                       | Мутасим Бурханов, 1949                                          | —                |
| 15         | Українська РСР      | Державний Гімн Української Радянської Соціалістичної Республіки                                                                        | 1949—16 січня 1992 22 березня 1978 (редагування) | Павло Тичина, 1949                                   | Антон Лебединець, 1949                                          |                  |

## Скасовані
| Республіка | Республіка         | Назва | Затвердження | Слова       | Мелодія     | Музичний приклад |
| ---------- | ------------------ | --- | ------------ | ----------- | ----------- | ---------------- |
| 1          | Карело-Фінська РСР | Державний Гімн Карело-Фінської Радянської Соціалістичної Республіки фін. Karjalais-Suomalaisen Sosialistisen Neuvostotasavallan Hymni | 1940—1956    | Armas Äikiä | Karl Rautio |                  |